# Carales arizonensis
Carales arizonensis är en fjärilsart som beskrevs av Rothschild 1909. Carales arizonensis ingår i släktet Carales och familjen björnspinnare. Inga underarter finns listade i Catalogue of Life.